# Raspailiidae
Famille
Les Raspailiidae sont une famille de spongiaires de l'ordre des Axinellida vivant en eau de mer.

## Liste des genres
Selon World Register of Marine Species (22 mai 2016) :
- genre Acantheurypon Topsent, 1927
- genre Aulospongus Norman, 1878
- genre Axechina Hentschel, 1912
- genre Cantabrina Ferrer-Hernandez, 1914
- genre Ceratopsion Strand, 1928
- genre Cyamon Gray, 1867
- genre Echinodictyum Ridley, 1881
- genre Ectyoplasia Topsent, 1931
- genre Endectyon Topsent, 1920
- genre Eurypon Gray, 1867
- genre Hymeraphia Bowerbank, 1864
- genre Janulum de Laubenfels, 1936
- genre Lithoplocamia Dendy, 1922
- genre Plocamione Topsent, 1927
- genre Raspaciona Topsent, 1936
- genre Raspailia Nardo, 1833
- genre Rhabdeurypon Vacelet, 1969
- genre Sollasella Lendenfeld, 1888
- genre Thrinacophora Ridley, 1885
- genre Trachostylea Topsent, 1928
- genre Trikentrion Ehlers, 1870
- genre Waltherarndtia de Laubenfels, 1936